# 在伯多祿座位

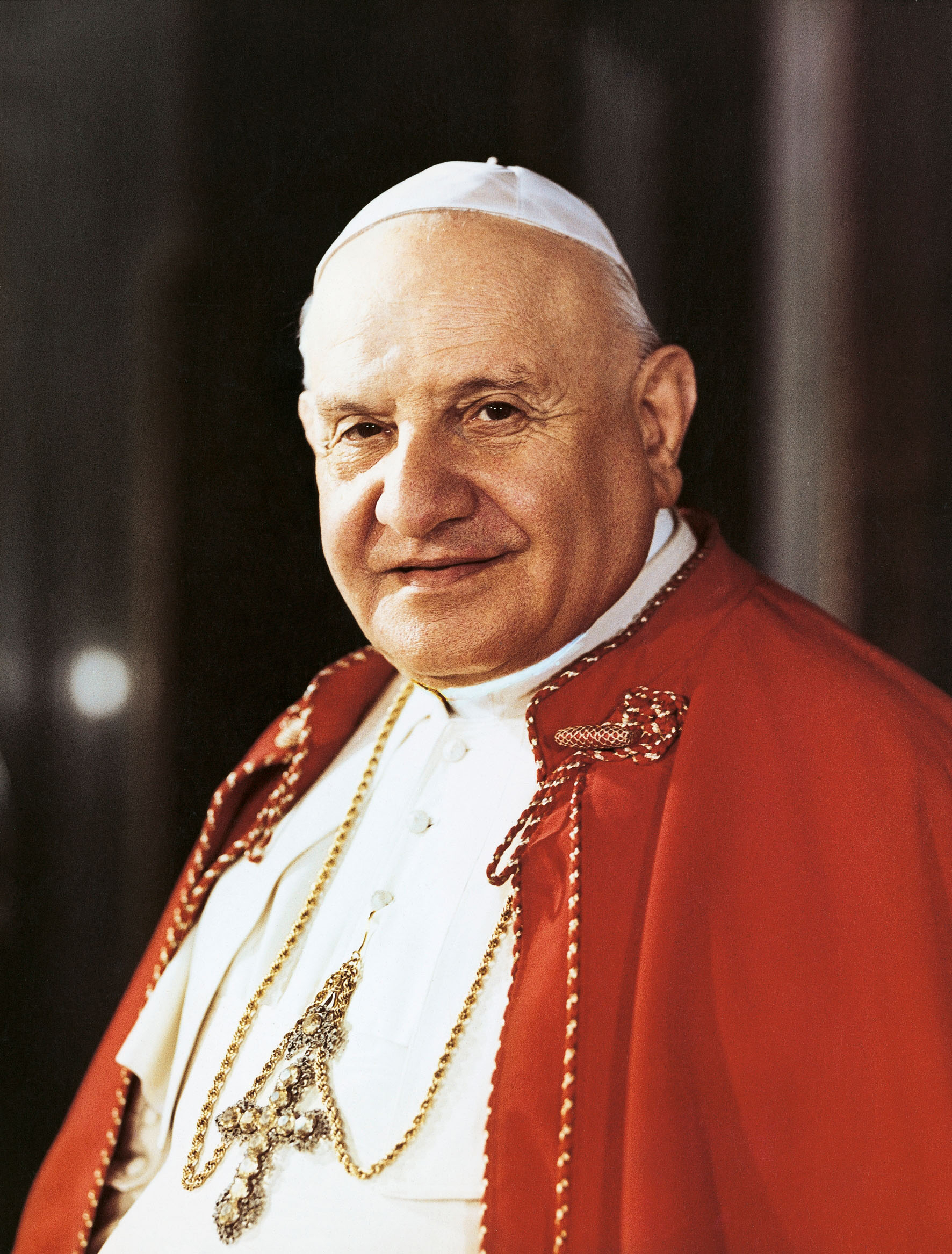
教宗若望二十三世

《在伯多祿座位》（拉丁語：Ad Petri cathedram）是教宗若望二十三世即位8個月後於1959年6月29日發出的首道通諭。這道通諭主要論述真理、團結和和平，而通諭並沒有根據當時的社會風氣來編寫和闡述教義。相反，它以溫和及關懷的語調為教宗提出有關真理、團結和和平的訊息。

## 內容
這道通諭連同引言有5部分，合共149段。教宗從媒體、真理與錯誤、家庭、社會和國家的團結等議題發表意見。若望二十三世在通諭的最後52段表達了對神職人員和教徒的寄語。

## 腳註及參考來源

### 腳註
1. ↑  Ioannis PP. XXIII. . The Holy See.   [2017-06-20]. （原始内容存档于2017-05-18） （拉丁语）.